# Свитен, Сойер
Со́йер Сторм Сви́тен (англ. Sawyer Storm Sweeten; 12 мая 1995, Браунвуд, Техас, — 23 апреля 2015, Остин, там же) — американский актёр, известный по роли Джеффри Бэрона в ситкоме «Все любят Рэймонда».

## Биография

### Ранние годы
Сойер родился в Браунвуде в семье Тимоти Свитена и Элизабет Миллсап. У него была сестра Мэдилин и брат-близнец Салливэн — все трое играли главную роль в комедийном сериале CBS «Все любят Рэймонда» в течение 9 сезонов. Семья Свитен переехала в Калифорнию, когда близнецам было по 6 месяцев. Позже Сойер и Сэлливан совместно владели домом в Риверсайде, штат Калифорния.

### Смерть
23 апреля 2015 года Сойер Свитен приехал к родителям, вышел из машины, взял в руки пистолет и застрелился. Ему было 19 лет и через две недели у него должен был быть двадцатый день рождения. Его смерть вызвала резонанс среди коллег по телесериалу «Все любят Рэймонда».
Его экранный отец Рэй Романо был шокирован этой новостью и сказал, что он был «замечательным и милым ребёнком». Мать Свитена на экране, Патриция Хитон, сказала: «Забавный и исключительно яркий молодой человек. Он слишком рано ушёл от нас».
Брэд Гарретт, который изобразил на экране дядю Роберта Свитена, опубликовал заявление, в котором говорится: «Семья Свитен была нашей семьёй в течение этих девяти лет на „Рэймонде“. Мои самые глубокие соболезнования семье и пусть любовь придёт к ним в это невообразимое время». Экранная бабушка Сойера Дорис Робертс описала его как «очень милого молодого человека» и напомнила фанатам: «Убедитесь, что ваши близкие знают, как вы заботитесь о них. Очень важно поддерживать связь».
Фил Розенталь, создатель и режиссёр сериала, вспоминал Сойера, его брата-близнеца Сэлливана и их старшую сестру Мэделин как «детей, которые никогда не переставали смеяться». Его сестра Мэделин опубликовала заявление о смерти своего брата и умоляла всех «заботиться о тех, кого любишь».

## Фильмография
| Год       |   | Русское название                    | Оригинальное название   | Роль                        |
| --------- | - | ----------------------------------- | ----------------------- | --------------------------- |
| 1996—2005 | с | Все любят Рэймонда                  | Everybody Loves Raymond | Джеффри Бэрон               |
| 2000      | с | Зажигай со Стивенсами               | Even Stevens            | Милтон                      |
| 2002      | ф | Фрэнк Маккласки, страховой детектив | Frank McKlusky, C.I.    | Фрэнк Маккласки в молодости |